# Аманадойч
Аманадойч (нем. Amanadeutsch; также — колониальный немецкий, Kolonie-Deutsch) — язык, диалект немецкого языка, принадлежащий к западно-средненемецкой группе верхненемецких диалектов. С 50-х годов XIX века употребляется в области колонии Амана, штат Айова, США. Поселения колонии были основаны радикально-пиетистическими эмигрантами из некоторых немецкоязычных стран, прежде всего, из земли Гессен. Они взяли в основу своего языка гессенский диалект и сумели его сохранить. Будучи инспирационистами, они практически не имели контактов с окружающим их миром, что позволило их языку оставаться свободным от всяких влияний извне вплоть до 1930-х годов. После этого времени в силу различных причин жители колонии сместились ближе к внешнему миру.